# Ex parte Milligan
L'arrêt Ex parte Milligan 71 U.S.  2 (1866), est un jugement rendu par la Cour suprême des États-Unis en décembre 1866 qui définit la suspension de l'habeas corpus et déclare anticonstitutionnel le recours à des tribunaux militaires pour juger des civils en des lieux où les tribunaux réguliers fonctionnent encore, même en temps de guerre. 

## Contexte
Lambdin P. Milligan et quatre autres personnes sont accusées, pendant la guerre de Sécession, d'avoir conspiré pour organiser le vol d'armes appartenant à l'armée de l'Union et prendre un camp de prisonniers de guerre. Après la prise du premier camp, ils songeaient à utiliser les soldats confédérés libérés pour renverser le gouvernement de l'Indiana et libérer d'autres camps. Ils désiraient ensuite renverser les gouvernements de l'Ohio et du Michigan. Lorsqu'une fuite révéla leurs plans, ils furent arrêtés, inculpés, déclarés coupables et condamnés à mort par un tribunal militaire en 1864. Cependant leur exécution n'eut pas lieu avant la fin de la guerre en mai 1865 et ils purent donc faire appel à la Cour suprême.

## Plaidoiries
La plaidoirie pour les États-Unis est conduite par Benjamin F. Butler, un avocat du Massachusetts et membre du législatif de cet État qui fut par la suite gouverneur du Massachusetts. Celle des recourants, ex parte, est présentée par Jeremiah S. Black, ancien procureur général et secrétaire d'État des États-Unis ainsi que par l'avocat de l'Ohio James A. Garfield, futur Président des États-Unis, et par l'avocat newyorkais David Dudley Field.

## Décision de la cour
La Cour suprême décida que la suspension de l’habeas corpus était conforme au droit mais que les tribunaux militaires ne sont pas habilité à juger des citoyens, même en temps de guerre, dans les États qui reconnaissent l'autorité de la Constitution et où les tribunaux ordinaires réguliers fonctionnent encore. Elle observa en outre que lors d'une suspension de l'ordonnance d'habeas corpus, les citoyens ne peuvent être que détenus, ni inculpés ni jugés et encore moins exécutés par des tribunaux militaires.